# Gondi (plat)
Pour les articles homonymes, voir Gondi.
Le gondi (go-n-dee), parfois épelé ghondi, ou gundi, est un plat judéo-perse à base de boulettes de viande composées d'agneau, de veau ou de poulet haché.